# Sanluri
Sanluri (Seddori en langue sarde) est une commune italienne d'environ 8 500 habitants, située dans la province du Sud-Sardaigne, dans la région Sardaigne.
Sanluri se trouve à mi-chemin entre Cagliari et Oristano et est donc située sur un axe stratégique.
Deux traités de paix y ont été signés au XIVe siècle.

## Origine du nom
Bien que, comme souvent, l'origine et le sens du toponyme soient souvent controversés, les témoignages historiques semblent privilégier l'hypothèse selon laquelle le nom originaire aurait été Sellori, dont on trouve certaines variantes attestées dans les documents médiévaux (Se-Lori, Sullurium ou Selluri). Ces noms rappellent tous le nom sarde actuel, Seddori (avec le son cacuminal caractéristique du sarde).
Le sens de Sellori viendrait du nom sarde pour le blé (lori), sans doute d'une expression complète comme Su logu de su lori (le territoire du blé). Dès l'antiquité romaine, le Medio Campidano était réputé comme terre à céréales.
Sellori serait devenue Sanluri sans doute en raison d'une interprétation erronée du nom de la ville comme celui d'un nom de saint (les Aragonais et les Espagnols écrivaient souvent le nom de la ville en deux mots, San Luri ou S. Luri).
Une autre hypothèse se réfère au nom du saint patron de la ville, San Lorenzo (Saint Laurent).

## La bataille de Sanluri
Le 30 juin 1409, à proximité du village de Sanluri, s'affrontèrent l'armée des Aragonais (avec des éléments catalans et siciliens), commandée par Martin le Jeune, roi de Sicile et infant d'Aragon, et l'armée du Judicat d'Arborée, commandée par le français Guillaume II, vicomte de Narbonne, dernier juge du Judicat.

## Administration
| Période                                  | Période  | Identité         | Étiquette     | Qualité |
| ---------------------------------------- | -------- | ---------------- | ------------- | ------- |
| 10 mai 2005                              | En cours | Alessandro Collu | Liste civique |         |
| Les données manquantes sont à compléter. |          |                  |               |         |

### Hameaux
Sanluri Stato, San Michele

### Communes limitrophes
Furtei, Lunamatrona, Samassi, San Gavino Monreale, Sardara, Serramanna, Serrenti, Villacidro, Villamar, Villanovaforru